# Ducat de Clèveris
El Ducat de Clèveris (Herzogtum Kleve en alemany), fins al 1391 Comtat de Clèveris, fou una jurisdicció feudal del Sacre Imperi Romanogermànic. Estava situat a la zona del Rin, limitat al nord pel comtat de Zutphen, a l'est pel comtat de la Mark i els territoris episcopals de Colònia i de Münster, i al sud i a l'oest pel ducat de Gueldre. Abans del desenvolupament de Clèveris el comtat s'anomenava comtat de Toneburg.
Estava subdividit en tres districtes:
- Clèveris, amb les viles de Clèveris, Kalkar, Cranenbourg i Gennep
- Wesel, amb Dinslaken, Duisbourg, Wesel i Xanten
- Emmerich, amb Emmerich am Rhein, Rees i Sevenaer

## Història

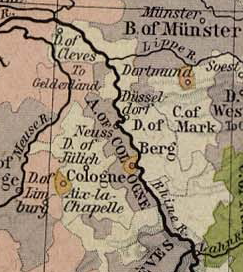
Situació del ducat de Clèveris

A principis del segle XI, l'emperador Enric II va encomanar l'administració del Klever Reichswald, una gran àrea boscosa al voltant del Kaiserpfalz a Nimega, directament subordinada al domini imperial, als nobles locals de la Baixa Lorena de Geldern i Clèveris. El comtat de Cleves (alemany: Grafschaft Kleve, neerlandès: Graafschap Kleef) va ser esmentat per primera vegada al segle XI. El 1417, el comtat es va convertir en un ducat. Després de la mort del comte Joan el 1368, el feu va ser heretat pel seu nebot Adolf III de la Mark. Clèveris i la Marck van ser finalment governats en unió personal per la Casa de la Mark després que el germà major d'Adolf, el comte Engelbert III, havia mort sense descendència el 1391. L'emperador Segimon I va elevar al comte Adolf I de Clèveris a l'estatus de duc i príncep del Sant Imperi romà el 1417.
Els territoris de Clèveris-la Mark es van convertir en un dels estats més importants del Cercle de Baixa Renània i Westfàlia de 1500, amb gran rivalitat amb els Príncep-Bisbes de Münster. El 1511, Joan III de la Marck, fill del duc Joan II de Clèveris, va heretar els ducats de Jülich i Berg pel seu matrimoni amb Maria, després de la mort del seu sogre, el duc Guillem III de Jülich-Berg. Quan Joan III va succeir al seu pare com duc de Clèveris el 1521, els estats de Jülich, Berg, Clèveris i la Mark van formar els Ducats Units de Jülich-Clèveris-Berg. La seva filla Anna de Clèveris (1515-57) es va convertir fins i tot en Reina Consort d'Anglaterra durant uns quants mesos el 1540, ja que el seu germà Guillem IV, duc des de 1539, va combatre contra l'emperador Carles V per la possessió del Ducat de Gueldre i va buscar el suport del rei Enric VIII.
Quan l'últim duc de Jülich-Clèveris-Berg va morir sense descendència al 1609, va esclatar la Guerra de successió de Jülich. Les terres van ser finalment dividides entre els ducs de Wittelsbach del Palatinat-Neuburg (Jülich i Berg) i el Marcgraviat de Brandenburg, que va guanyar Clèveris amb la Mark i Ravensberg segons el Tractat de Xanten de 1614. Els margravis d'Hohenzollern van aconseguir així un primer territori a la Renània. No obstant això, grans parts del Ducat de Clèveris van ser ocupades per les Províncies Unides fins a la Guerra francoholandesa de 1672. Finalment, va ingressar a Brandenburg-Prússia pel Gran Elector Frederic Guillem de Brandenburg el 1666, i com a part del Regne de Prússia després de 1701, Clèveris va ser ocupat per forces franceses en la Guerra dels Set Anys (1757-62).
El 1795 el Ducat de Clèveris a l'oest del Rin i Wesel va ser ocupat per França, i va passar a formar part del departament del Roer. La resta del ducat va ser ocupat entre 1803 i 1805, i va passar a formar part del departament d'Yssel-Supérieur i del Gran Ducat de Berg. El 1815, després de la derrota de Napoleó, el ducat va passar a formar part de la província prussiana de Jülich-Clèveris-Berg, que es va fusionar a la província del Rin el 1822. Les ciutats Gennep, Zevenaar i Huissen van passar a formar part del Regne Unit de la Països Baixos arran del Congrés de Viena de 1815.

## Comtes de Clèveris

### Casal de Clèveris
- Roger o Rutger vers 1033-1050 (germà de Gerard Flamens comte de Wassenberg i ancestre dels comtes de Gueldre)
- Teodoric I, citat el 1056
- 1100-1119: Teodoric II, fill
- 1119-1147: Arnold I, fill

casat amb Ida de Lovaina
- 1147-1172: Teodoric III († 1172), fill

casat amb Adelaida de Sulzbach († 1189)
- 1172-1198: Teodoric IV († 1198), fill

casat amb Margarita d'Holanda
- 1198-1201: regència d'Arnold II, fill d'Arnold I
- 1201-1260: Teodoric V († 1260), fill de Thierry IV

casada amb Matilde de Dinslaken († 1224), després el 1226 amb Hedwigis de Mísnia († 1249)
- 1260-1275: Teodoric VI († 1275), fill

casat amb Adelaida de Heinsberg
- 1275-1305: Teodoric VII (1256 † 1305), fill

casat el 1281 amb Margarita de Gueldre († 1287)
casat en segones noces amb Margarita d'Habsburg († 1333)
- 1305-1310: Otó I († 1310), fill (amb Margarita de Gueldre)

casat amb Adelaida de la Mark
casat en segones noces amb Matilde de Virnebourg
- 1310-1347: Teodoric VIII (1291 † 1347), fill (amb Margarita d'Habsburg)

casat el 1308 amb Margarita de Gueldre († 1333)
casat en segones noces el 1340 amb Maria de Jülich
- 1347-1368: Joan († 1368), fill de Teodoric VII i de Margarita d'Habsbourg

casat amb Matilde de Gueldre († 1384)

### Casal de la Mark
A la mort del comte Joan, el comtat de Clèveris va passar a un cosí de nom Adolf:
Teodoric VII i Margarita de Gueldre, pares de :
Margarita, casada el 1332 amb Adolf II, comte de la Mark, pares de :
- 1368-1394: Adolf I († 1394), arquebisbat de Colònia de 1363 a 1364.

casat el 1369 amb Marguarita de Jülich († 1425)
- 1394-1417: Adolf II (1373 † 1448), fill

El 1417 el comtat de Clèveris fou erigit en ducat.

## Ducs de Clèveris

### Casals de la Mark
- 1417-1448 ;: Adolf II

casat el 1400 a Agnès de Wittelsbach (1379 † 1401)
casat en segones noces el 1406 amb Maria de Borgonya (1393 † 1463)
- 1448-1481: Joan I (1419 † 1481), fill (amb Maria de Borgonya)

casat el 1455 amb Elisabet de Nevers (1439 † 1483), hereva del comtat de Nevers
- 1481-1521: Joan II (1458 † 1521), fill

casat el 1489 amb Matilde de Hessen (1473 † 1505)
- 1521-1539: Joan III (1490 † 1539), fill

casat el 1510 amb Maria de Jülich, duquessa de Jülich i de Berg
- 1539-1592: Guillem (1516 † 1592), duc de Clèveris, de Jülich (Guillem IX) i de Berg (Guillem IV), fill

casat el 1546 amb Maria d'Àustria (1531 † 1581)
- 1592-1609: Joan Guillem (1562 † 1609), fill

casat el 1585 amb Jacquelina de Baden (1558 † 1597)
casat en segones noces el 1599 amb Antonieta de Lorena (1568 † 1610)

### Casal de Brandenburg-Hohenzollern
- 1609-1625: Anna de Hohenzollern (1576 † 1625), neboda, filla d'Albert Frederic de Hohenzollern (1553 † 1618), duc de Prússia, i de Maria Eleonora de Clèveris (1550 † 1608)

casat el 1594 amb Joan Segimon de Hohenzollern (1572 † 1619), elector de Brandeburg
El ducat fou agregat al principat de Brandenburg-Prússia qui el 1701 va esdevenir el Regne de Prússia.

## Grans ducs de Berg i de Clèveris
El tractat de Presburg, signat el 27 de desembre de 1805, va reorganitzar Alemanya i Joaquim Murat va esdevenir (1806) gran duc de Berg i de Clèveris.
- 1806-1808: Joaquim Murat (1765 † 1815), mariscal de l'Imperi, rei de Nàpols de 1808 a 1814
- 1808-1809: Napoleó I
- 1809-1815: Napoleó Lluís Bonaparte conegut com a Lluís II d'Holanda
- 1814 : incorporat al regne de Prússia